# Mixonychus aestiva
Mixonychus aestiva är en spindeldjursart som beskrevs av Tseng 1990. Mixonychus aestiva ingår i släktet Mixonychus och familjen Tetranychidae. Inga underarter finns listade i Catalogue of Life.